# Gomboribergen
Gomboribergen (georgiska: გომბორის ქედი, Gomboris kedi), eller Tsiv-Gomboribergen (ცივ-გომბორის ქედი), är en bergskedja i Georgien. Den ligger i den östra delen av landet, i regionen Kachetien.
Den högsta toppen är Tsivi, 1 991 meter över havet. Bland övriga berg finns Manavis Tsivi.